# Tina Blau
Tina Blau-Lang, née le 15 novembre 1845 à Vienne et morte le 31 octobre 1916 dans la même ville, est une artiste peintre autrichienne.

## Biographie
Tina Blau vient d'une famille juive. Son père Simon Blau, militaire, soutient sa passion pour la peinture. Elle est l'élève d'August Schaeffer von Wienwald, Anton Hanley, Wilhelm von Lindenschmit à Munich ainsi que d'Emil Jakob Schindler. Elle partage l'atelier de ce dernier en 1875 et 1876 mais se sépare à la suite d'une dispute.
En 1883, elle se convertit au protestantisme et épouse le peintre Heinrich Lang. Le couple s'installe à Munich où elle ouvre une école pour les femmes et peint des paysages et des natures mortes. Elle obtient alors une mention honorable au Salon des artistes français.
Après la mort de son mari, elle voyage en Hollande et en Italie puis revient à Vienne après dix ans d'absence, où elle installe son atelier près de la Rotunde. En 1897, elle fonde avec Olga Prager (de), Rosa Mayreder et Karl Federn (de) une académie pour femmes à laquelle elle participe jusqu'en 1915.
Elle passe son dernier été et une partie de l'automne à Bad Gastein à peindre sans relâche. Malade, elle part à un sanatorium de Vienne et meurt d'une cardioplégie.
Le Künstlerhaus Wien lui consacre une exposition en hommage en 1917, durant laquelle on vend sa succession.

## Œuvre

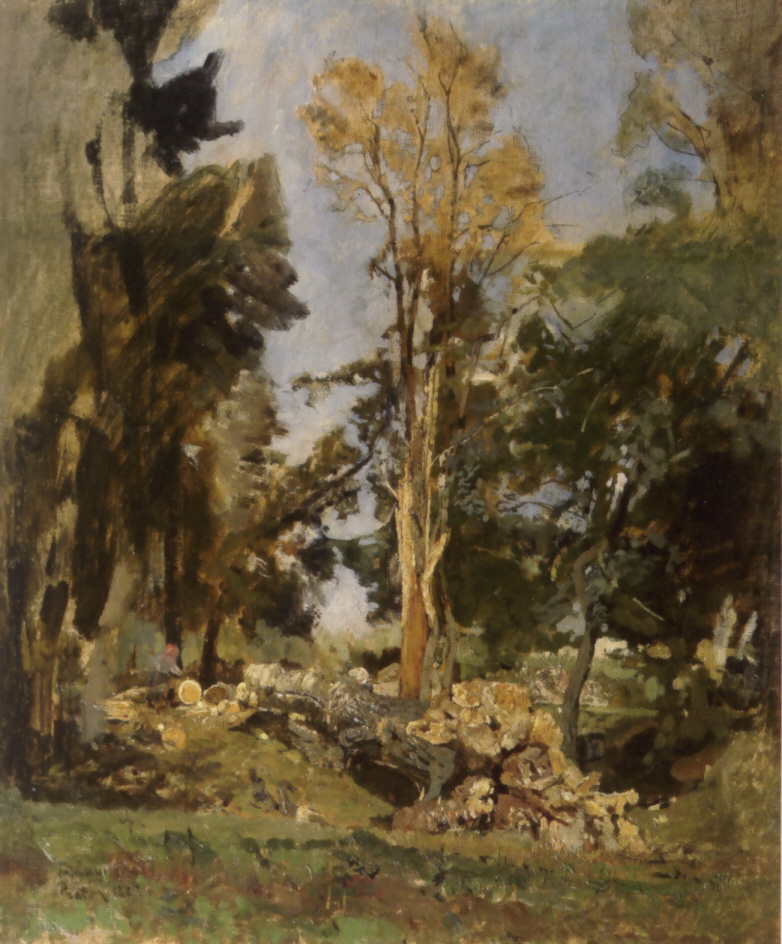
Prater (1882)

Tina Blau est l'une des femmes peintres autrichiennes les plus importantes du XIXe siècle. Elle appartient avec Emil Jakob Schindler, Carl Moll, Theodor von Hörmann, Hugo Darnaut, Marie Egner et Olga Wisinger-Florian au mouvement Stimmungsimpressionismus (de).
L'artiste fait de nombreux voyages d'étude qui la mènent en Bohême, en Moravie et en Transylvanie, où elle fait ses premiers grands tableaux. Mais beaucoup de ses motifs sont de Vienne et ses environs. Un Printemps au Prater est primé au Salon de Paris en 1882. Elle reste attachée aux mouvements du XIXe siècle et ne s'essaie pas au Jugendstil.